# شرکت ریمو
شرکت ریمو (به انگلیسی: Remo Inc.) یک شرکت آمریکایی تولید ابزار موسیقی است که در والنسیا کالیفرنیا مستقر است و توسط ریمو بلی (Remo Belli) در سال ۱۹۵۷ تأسیس شد. محصولات تولید شده این شرکت شامل درام، پوست طبل، طبل و سخت‌افزار درام می‌باشد.